# Памятники Санкт-Петербурга
Список памятников Санкт-Петербурга
| # А Б В Г Д Е Ё Ж З И К Л М Н О П Р С Т У Ф Х Ц Ч Ш Щ Э Ю Я |

## А
- Александре Николаевне, великой княгине (утрачен): г. Пушкин, Александровский парк, вблизи Арсенальной аллеи, на берегу Кузьминской протоки
- Александру I (Александровская колонна); Александру I (Основанию Александровского Лицея, утрачен): Каменноостровский пр., 21
- Александру II и Михаилу Павловичу, великому князю (Шефам Гвардейского корпуса, утрачен): г. Петродворец, Большой лагерь, близ царской ставки; Александру II (Основанию Александровской больницы в память 19 февраля 1861 года, утрачен): Фонтанки реки наб., 132; Александру II (Основанию Гомеопатической больницы, утрачен): Рентгена ул., 6
- Александру Невскому: пл. Александра Невского; г. Пушкин, Софийская пл., в ограде Софийского собора
- Алексееву В. П.: пр. Стачек, Сад 9-го Января
- Алексею Николаевичу, цесаревичу: г. Петродворец, парк Александрия, у дворца Коттедж
- Астахову Г., матросу: Никольский сквер (утрачен)
- Ахматовой А. А.: ул. Восстания, 8

## Б
- Бабушкину И. В.: Ново-Александровская ул., 23, музей «Невская застава»
- Балабушке М. Г.: г. Петродворец, Бондаровской Юты ул., 21
- Барклаю де Толли М. Б., Казанская пл., у западного торца колоннады Казанского собора.
- Башня-руина: г. Пушкин. Екатерининский парк, вблизи Рамповой аллеи и Гатчинских ворот
- Баху И. С.: Невский проспект, 22-24 — перед церковью Святых Петра и Павла.
- Беллинсгаузену Ф. Ф.: г. Кронштадт, Летний сад
- Берггольц О. Ф.: Гороховая ул., 57 а, Ленинградский областной колледж культуры и искусства; ещё один памятник поэтессе — в Палевском саду (Невский район)[1].
- Бехтереву В. М.: ул. Бехтерева, 3, Государственный психоневрологический институт им. В. М. Бехтерева
- Бецкому И. И.: наб. реки Мойки, 48. Перед зданием бывшего Воспитательного дома (Педагогический университет им. А. И. Герцена)
- Благоеву Д.: Благоева ул., сквер на пересечении с Введенской ул.
- Бланки О. (утрачен): перед зданием Балтийского вокзала
- Богданову С. И.: Аллея Героев (Санкт-Петербург)
- Боевым и трудовым подвигам комсомола: Комсомольская пл.
- Бойцам Красной гвардии: г. Колпино, Лагерное шоссе, у железнодорожного вокзала
- Борцам за советскую власть: г. Кронштадт, Якорная пл.
- Борцам революции: Марсово поле
- Боткину С. П.: Миргородская ул., 3; Боткинская ул., 20
- Броненосцу «Император Александр III»: Никольская пл., сквер

## В
- Великий металлист (утрачен): во дворе перед Дворцом труда
- Виллие Я. В.: Боткинская ул., 20, сад Военно-медицинской академии
- Виноградову А. П.: Аллея Героев (Санкт-Петербург)
- Владимиру Александровичу, великому князю (шефу Владимирского военного училища, утрачен): г. Красное Село, перед зданием юнкерского собрания Владимирского военного училища
- Военным медикам: пл. Военных Медиков
- Воинам 55-й армии: Московское шоссе, 30-й км, Московская Славянка
- Воинам-интернационалистам, погибшим в Афганистане: парк Воинов-интернационалистов, на пересечении Бухарестской ул. и пр. Славы; Серебряков пер., 1а, Серафимовское кладбище
- Володарскому В.: Обуховской Обороны пр., у Володарского моста; Шлиссельбургский пр., близ места убийства Володарского (пр. Обуховской обороны)
- Волынскому А. П., Хрущову А. Ф., Еропкину П. М.: Большой Сампсониевский пр., 41, в ограде Сампсониевского собора
- Воспитателям Александра II: В. А. Жуковскому и К. К. Мердеру: г. Павловск, ул. Работницы, правый берег р. Славянки; «Собственный сад» при Александровском дворце, Детский остров, перед Детским домиком
- Выстрелу крейсера «Аврора»: Английская наб., 44

## Г
- Газа И. И.: Стачек пр., 72, перед Дворцом культуры им. Газа
- Гарибальди Д. (утрачен): У Московских ворот
- Гатчинские (Орловские) ворота: г. Пушкин, Парковая улица, в юго-западной части Екатерининского парка
- Гейне Г., (утрачен): Менделеевская линия, перед зданием Университета
- героическим защитникам Ленинграда: пл. Победы
- Героям дела коммуны: г. Петродворец, Красный пр.
- Героям Краснодона: Лифляндская ул., 12, парк Екатерингоф
- Героям Октябрьской революции: Новороссийская ул., 1, парк Лесотехнической академии
- Герцену А. И. (утрачен): Арсенальная наб., у Литейного моста
- Гёте И. В.: Невский пр., 22—24, у церкви св. Петра и Павла
- Глинке М. И.: Театральная пл., сквер у Консерватории; Александровский сад, у фонтана перед Адмиралтейством
- Говорову Л. А.: пл. Стачек, у Нарвских триумфальных ворот
- Гоголю Н. В.: Малая Конюшенная ул.; Александровский сад, у фонтана перед Адмиралтейством
- Голубеву В. М.: Аллея Героев (Санкт-Петербург)
- Обелиск «Городу-герою Ленинграду»
- Горчакову А. М.: Александровский сад, у фонтана перед Адмиралтейством
- Горькому А. М.: Сквер на пересечении Каменноостровского пр. и Кронверкского пр.
- Гранину Д. А.: у дома 6к1 по Дальневосточному пр.
- Гречко Г. М.: Аллея Героев (Санкт-Петербург)
- Грибоедову А. С.: Пионерская пл.
- Гроту К. К.: пр. Шаумяна, 44, сквер школы-интерната для слепых и слабовидящих детей им. К. К. Грота

## Д
- Дарвину Ч.: ул. Академика Павлова, 12, НИИ экспериментальной медицины
- Декарту Р.: ул. Академика Павлова, 12, НИИ экспериментальной медицины
- Державину Г. Р.: Фонтанки реки наб., 118. Дом-музей Г. Р. Державина
- Дзержинскому Ф. Э.: Шпалерная ул., 62, перед зданием Управления ФСБ
- Димитрову Г.: Димитрова ул., угол Купчинской ул.
- «Для отдыха трудящихся» (утрачен): остров Трудящихся (Каменный остров)
- Добролюбову Н. А.: У Тучкова моста (утрачен); Большой пр. П. С. на пересечении Введенской ул.
- Докучаеву В. В.: г. Пушкин, Петербургское шоссе, 2, Аграрный университет
- Домашенко А. А., мичман Азов (линейный корабль, 1826): г. Кронштадт, Летний сад[2].
- Достоевскому Ф. М.: Большая Московская ул., 1

## Е
- Екатерине II: пл. Островского
- Екатерине II (100-летию Обуховской больницы, утрачен): наб. Фонтанки, 106
- Елизавете Петровне (150-летию Императорского фарфорового завода, утрачен): Обуховской обороны пр., 151
- Ермаку В. И.: пл. Кулибина, сквер
- Есенину С. А.: Таврический сад; парк Есенина; перед домом 1к1 по ул. Есенина

## Ж
- Железнякову А. Г.: Кронштадт, Флотская ул., 4
- Женщинам-бойцам МПВО: Кронверкская ул., 16
- Жертвам блокады Ленинграда: Московский парк Победы
- Жертвам взрыва на даче П. А. Столыпина: Аптекарская набережная
- Жертвам еврейского геноцида (Формула скорби, фото Архивная копия от 7 июля 2014 на Wayback Machine): г. Пушкин, сквер на углу Дворцовой ул. и Московской ул.
- Жертвам Октябрьской революции (утрачен): В парке Лесотехнической академии
- Жертвам политических репрессий в Петрограде — Ленинграде («Соловецкий камень»): Троицкая пл.
- Жертвам политических репрессий: Робеспьера наб., спуск к Неве напротив тюрьмы «Кресты»
- Жертвам 9 января 1905 года: пр. Александровской Фермы, 66 а, Кладбище «Жертв 9-го Января»
- Жуковскому В. А.: Александровский сад, со стороны Дворцовой площади
- Жукову Г. К.: Аллея Героев (Санкт-Петербург); пр. Славы, 28

## И
- Иоффе А. Ф.: Политехническая ул., 26, перед зданием ФТИ им. А. Ф. Иоффе
- Исаеву В. И.: г. Кронштадт, ул. Мануильского, 2
- Исанину Н. Н.: Аллея Героев (Санкт-Петербург)
- «История русского народа»: Михайловский сад, у павильона Росси

## К
- Кагульский обелиск
- Казнённым декабристам: Сад Декабристов, между Наличной ул., Уральской ул. и пр. КИМа
- Калинину М. И.: пл. Калинина
- Капице П. Л.: г. Кронштадт, Советский парк
- Каспийскому (148-му пехотному) полку: г. Петродворец, ул. Юты Бондаровской, 21
- Кваренги Д.: Садовая ул., 21, перед зданием Университета экономики и финансов.
- Кирову С. М.: г. Кронштадт, Ленина пр., Кировский сквер; Приморский парк Победы, стадион им. С. М. Кирова; Кировская пл.; Московское шоссе, 13, Мясокомбинат
- Клиперу «Опричник»: г. Кронштадт, Летний сад
- Ковалеву С. Н.: Аллея Героев (Санкт-Петербург)
- «Колокол мира»: Парк имени Академика Сахарова, на углу Пискаревского пр. и пр. Маршала Блюхера
- Колонна Славы: Измайловский пр., 7, перед восточным фасадом Троицко-Измайловского собора
- Колонны Славы: Конногвардейский бульвар
- Кондратьеву А. А.: Свердловская наб., угол Арсенальной ул., сквер
- Константинову Б. П.: Политехническая ул., 26, Физико-технический институт им. А. Ф. Иоффе
- Космодемьянской З. А.: Аллея Героев (Санкт-Петербург)
- Косыгину А. Н.: Аллея Героев (Санкт-Петербург)
- «Красногвардеец» (утрачен): На углу Большого пр. и 1-й линии В. О.
- Крейсеру «Аврора»: Петроградская наб.
- Крепости Ниеншанц: Малоохтинский пр., 2, наб. Невы
- Кржижановскому Г. М.: Ново-Александровская ул., 23, музей «Невская застава»
- Крузенштерну И. Ф.: наб. Лейтенанта Шмидта, напротив Морского корпуса Петра Великого
- Крупской Н. К.: Обуховской Обороны пр., 105, перед Дворцом культуры им. Крупской; Ново-Александровская ул., 23, музей «Невская застава»
- Памятник Крылову (Санкт-Петербург)
- Крымская (Сибирская) колонна: г. Пушкин, Парковая ул., 64/68
- Кутузову М. И.: Казанский собор

## Л
- Лассалю Ф. (утрачен): У крыльца бывшего здания Городской Думы на Невском пр.
- «Левашовская пустошь»: п. Левашово, Горское шоссе, 135, Левашовское мемориальное кладбище
- Ленину В. И.: пос. Парголово, развилка Выборгского шоссе и ул. Ломоносова; Ново-Александровская ул., 23, музей «Невская застава»; Московская пл.; г. Зеленогорск, Приморское шоссе;«Шалаш»: пос. Тарховка, озеро Разлив; Каменноостровский пр., 21; г. Сестрорецк, пл. Свободы, 4;пл. Пролетарской Диктатуры; г. Кронштадт, пр. Ленина, сквер Юного Ленинца; Большой пр. В. О., 85; Ленина ул. на пересечении с Большим пр. П. С.; Большой пр. В. О., 55; Ленина пл.; пр. Обуховской Обороны, 51, Невский машиностроительный завод; пос. Ильичево
- Лермонтову М. Ю.: Александровский сад, у фонтана перед Адмиралтейством; Лермонтовский пр., 54
- Ликвидаторам Чернобыльской катастрофы: Планерная ул., 41/2, Аллея Чернобыльцев
- Ломоносову М. В.: пл. Ломоносова; Менделеевская линия В. О.; г. Ломоносов, Дворцовый пр., 12/8
- Лондону Е. С.: ул. Академика Павлова, 12, НИИ экспериментальной медицины
- «Любезным моим сослуживцам»: г. Пушкин, Садовая улица, в северо-восточной части Екатерининского парка

## М
- Памятник С. О. Макарову (Кронштадт)
- Марии Федоровне: Павловский парк, у Театральных ворот
- Маринеско А. И.: Сампсониевский Большой пр., 28а, НПО специальных материалов
- Марксу К.: Пролетарской Диктатуры пл., сад Смольного; (утрачен) перед входом в Смольный
- Матросову А. М.: ул. Александра Матросова, угол Большого Сампсониевского пр.; Аллея Героев (Санкт-Петербург)
- Мациевичу Л. М.: Аэродромная ул., 13
- Маяковскому В. В.: Маяковского ул. на пересечении ул. Некрасова, сквер
- Менделееву Д. И.: Московский пр., 26/49, во дворе Технологического института; Московский пр., 19; ул. Академика Павлова, 12, НИИ экспериментальной медицины
- Меншикову А. Д.: г. Колпино, сквер на берегу р. Ижоры
- Памятный знак на месте дуэли К. П. Чернова и В. Д. Новосильцева
- Место казни декабристов: Александровский парк, Кронверкский вал
- Мечникову И. И.: Пискаревский пр., 47, больница Петра Великого
- Михаилу Николаевичу, великому князю (шефу Конно-гренадерского полка, утрачен): г. Петродворец, казармы Конно-гренадерского полка
- Мицкевичу А.: Графский пер., 8
- Можайскому А. Ф.: ул. Красного Курсанта, 12—16, Военно-инженерный космический университет им. А. Ф. Можайского; г. Красное Село, развилка Гатчинского и Таллинского шоссе
- Морейская колонна: г. Пушкин, Екатерининский парк, у Чертова моста на Нижних прудах
- Морякам и создателям флота России: Петровская наб. на пересечении с Петроградской наб.
- Мосину С. И.: г. Сестрорецк, на углу ул. Воскова и Мосина
- Московские триумфальные ворота
- Памятник Мусе Джалилю: угол Среднего проспекта В.О. и Гаванской улицы
- Мусоргскому М. П.: Лермонтовский пр., 54, сквер

## Н
- Нарвские триумфальные ворота
- Народному ополчению 1789 г.: Усть-Ижора, пр. 9-го Января
- Научным экспериментам («Памятник Собаке»): ул. Академика Павлова, 12, НИИ экспериментальной медицины
- Невский мемориал «Журавли»
- Невской битве 1240 г.: Усть-Ижора, пр. 9-го Января
- Некрасову Н. А.: Литейный пр., 37, сквер; ул. Некрасова, на пересечении Греческого пр., сквер (бывший сад «Прудки»)
- Николаю I, Основанию Николаевского военного госпиталя (утрачен): Суворовский пр., 63, Военный клинический госпиталь
- Памятник Николаю I
- Николаю II: г. Пушкин, Академический пр., 34, в ограде Федоровского собора; Лиговский проспект, 128, в ограде Крестовоздвиженской и Тихвинской церквей
- Николаю Александровичу, цесаревичу (утрачены): г. Пушкин, Екатерининский парк, мыс на восточном берегу Большого пруда; Выборгская наб., 61, на месте церкви святителя Николая Чудотворца
- Николаю Николаевичу, великому князю (Русско-турецкой войне 1877—1878 гг., утрачен): Манежная пл.
- Нобелю А.: Петроградская наб., 24

## О
- Обелиск «Городу-герою Ленинграду» — расположен на площади Восстания. Установлен 8 мая 1985 года.
- «Октябрь»: Лиговский пр., 6, у Большого концертного зала «Октябрьский».
- Ольденбургскому П. Г. («Просвещенному благотворителю»): Литейный пр., 56 (утрачен, планируется воссоздание).
- Орбели Л. А.: пр. Тореза, 44, НИИ эволюционной физиологии и биохимии им. И. М. Сеченова.
- Освобождённый труд: Каменный остров (утрачен в 1920-е гг.)
- Осипову В. Н.: Аллея Героев (Санкт-Петербург)
- Основанию Морского канала: Гутуевский остров, территория Торгового порта.
- Основанию Павловска: г. Павловск, парк «Мариенталь», правый берег р. Славянки.

## П
- Апостолу Петру в Александровском парке
- Петру I на Сенатской площади
- Первостроителям Санкт-Петербурга в Сампсониевском саду
- А. С. Пушкину на площади Искусств
- А. С. Пушкину во дворе дома Мемориальная квартира (дом-музей) А. С. Пушкина (набережная реки Мойки, 12)

## Р
- Радищеву А. Н.: В проломе ограды Зимнего дворца (Утрачен)
- Ракову В. И.: Аллея Героев (Санкт-Петербург)
- Растрелли Ф. Б.: г. Пушкин, Комсомольская ул.
- Рентгену В. К.: ул. Рентгена, 8.
- Репину И. Е.: п. Репино, Приморское шоссе; Университетская наб. В. О., Румянцевский сад.
- Н. К. Рериху: сад «Василеостровец» на пересечении Большого пр. с 25-й л. В. О.
- Римскому-Корсакову Н. А.: Театральная пл.
- Румянцеву П. А. («Румянцева победам»): Румянцевская площадь

## С
- Савиной М. Г.: Петровский пр., 13, Дом ветеранов сцены
- Свищеву Г. П.: Аллея Героев
- Семенову-Тян-Шанскому П. П.: Лермонтовский пр., 54
- Сеченову И. М.: Академика Павлова ул.
- Сладкову И. Д.: г. Кронштадт, Флотская ул., 4
- Слепцову Н. П.: Лермонтовский пр., 54, утрачен в начале 1920-х гг.
- Смирнову В. А.: Аллея Героев
- Смолячкову Ф. А.: угол Большого Сампсониевского пр. и ул. Смолячкова
- Стасову В. П.: Измайловский пр., 7, в 2000 г., в связи с началом работ по восстановлению Колонны Славы, сооруженной перед Троицко-Измайловским собором в 1886 г. и уничтоженной в 1929—1930 гг., памятник Стасову был демонтирован.
- Памятник «Стерегущему»
- Столетию лейб-гвардии Финляндского полка (Леонтию Коренному): Большой проспект В. О., 65, утрачен
- Памятник Суворову
- Сурикову В. И.: Университетская наб. В. О., Румянцевский сад
- Сфинксы на Университетской набережной.

## Т
- «Танк-победитель»: пр. Стачек, 106—108
- Тельману Э.: г. Пушкин; Октябрьская наб., 50, Комбинат тонких и технических сукон им. Э. Тельмана.
- Трезини Д.: Университетская набережная, 21
- Тургеневу И. С.: Манежная пл., 2.
- Турнеру Г. И.: Боткинская ул., 13, клиника военной травматологии и ортопедии им. Г. И. Турнера ВМА.

## У
- Улановой Г. С.: Аллея Героев (Санкт-Петербург)
- Уровням подъёма воды во время наводнений: наб. Мойки, 89
- Утраченной церкви Покрова Пресвятой Богородицы: пл. Тургенева
- Учителю: на пересечении улиц Учительской и Ушинского
- Ушинскому К. Д.: наб. Мойки, 48, Педагогический университет им. А. И. Герцена

## Ф
- Фаберже К. Г.: Уткин проезд, 8, у здания ОАО «Русские самоцветы»
- Федорову Е. П.: Аллея Героев (Санкт-Петербург)
- героям-финляндцам: на Смоленском православном кладбище
- Фрунзе М. В.: ул. Комсомола, 1/3, завод «Арсенал»
- петербургскому фотографу: на Малой Садовой ул.

## Х
- Харитону Ю. Б.: Аллея Героев
- «Хлеб насущный» — четыре стелы, установленные в 1985 году на мемориальной трассе «Ржевский коридор» (шоссе Революции — проспект Коммуны)

## Ц
- Циолковскому К. Э.: Петропавловская крепость

## Ч
- Чайковскому П. И.: Таврический сад
- Чапаеву В. И.: Тихорецкий пр., 1, перед зданием Военной Академии связи им. С. М. Будённого
- Челнокову Н. В.: Аллея Героев
- Чернышевскому Н. Г.: Московский пр., 163; Александровский сад (Снят в начале 1920-х гг.)
- Чесменская колонна, г. Пушкин
- Чижик-Пыжик: на Фонтанке, у Михайловского (Инженерного) замка рядом с 1-м Инженерным мостом, напротив дома № 12/1.
- Чичерову В. С.: Аллея Героев
- Чкалову В. П.: Чкаловский пр.
- Чуеву А. В.: Аллея Героев

## Ш
- Шевченко Т. Г.: Каменноостровский пр., напротив Мечети (утрачен); Площадь Шевченко
- Шелгунову В. А.: Ново-Александровская ул., 23, музей «Невская застава»
- Шереметевой П. И.: наб. Фонтанки, 34, в саду Фонтанного дома (Шереметевского дворца)
- Шостаковичу Д. Д.: Кронверкская ул.
- Шотману А. В.: Ново-Александровская ул.
- Шубину Ф. И.: Михайловский сад

## Щ
- Щукину А. Н.: Аллея Героев (Санкт-Петербург)

## Э
- Ф. Энгельсу: пл. Пролетарской Диктатуры

## Ю
- Юнгам Балтики: пл. Балтийских Юнг
- Юнкерам Николаевского кавалерийского училища: Лермонтовский пр., 54

## Я
- Яковлевой М. Я.: Обуховской Обороны пр., 110, Комбинат цветной печати